# Harry Wyld
Frederick Henry "Harry" Wyld, född 5 juni 1900, död 5 april 1976 i Derby, var en brittisk tävlingscyklist.
Wyld blev olympisk bronsmedaljör i lagförföljelse vid sommarspelen 1928 i Amsterdam.